# Leopold Schmutzler

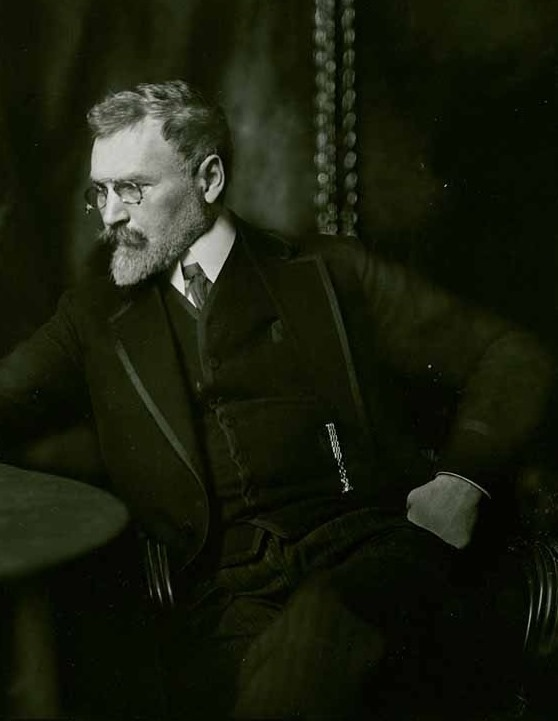
Leopold Schmutzler, Fotografie von Theodor Hilsdorf (um 1910)

Leopold Schmutzler (geboren 29. März 1864 in Mies, Kaisertum Österreich; gestorben 20. Juni 1940 in München) war ein österreichischer Maler. In seinen späteren Jahren stand Schmutzler den Nationalsozialisten nahe und schuf Werke, die ihren traditionellen ästhetischen Vorlieben entsprachen. Diese Verbindung erschwert seinen Platz in der Kunstgeschichte, trotz seiner technischen Fertigkeit und der Popularität seiner Arbeiten zu seiner Zeit.

## Leben
Schmutzler war der Sohn eines Sattlermeisters und Gastwirts. Er studierte ab 1880 in Wien an der Akademie der bildenden Künste bei August Eisenmenger, Christian Griepenkerl und Leopold Carl Müller. Am 21. Oktober 1882 schrieb er sich bei Otto Seitz für das Fach Malerei an der Akademie der Bildenden Künste in München ein. Er arbeitete danach in München als freischaffender Künstler und veröffentlichte auch in Zeitschriften wie Über Land und Meer. Da er zunächst wirtschaftlich erfolglos war, kehrte er zwischenzeitlich nach Mies zurück, war aber ab 1895 wieder in München tätig. Schmutzler wurde Mitglied der Münchner Künstlergenossenschaft.
Schmutzler war ein begehrter Porträtist und malte Mitglieder des bayrischen Königshauses. Mit seinem Bild der Schauspielerin Lili Marberg als Salome erregte er Aufsehen. Er stellte u. a. 1927 in New York City und 1929 in Mies aus.
Nach der Machtergreifung der Nationalsozialisten 1933 passte er sich dem nationalsozialistischen Kunstbetrieb in Deutschland an. 1940 erhielt sein Bild Arbeitsmaiden vom Felde heimkehrend eine Auszeichnung bei der Großen Deutschen Kunstausstellung im Haus der Kunst und wurde für 7000 Reichsmark von der Staatsführung gekauft.

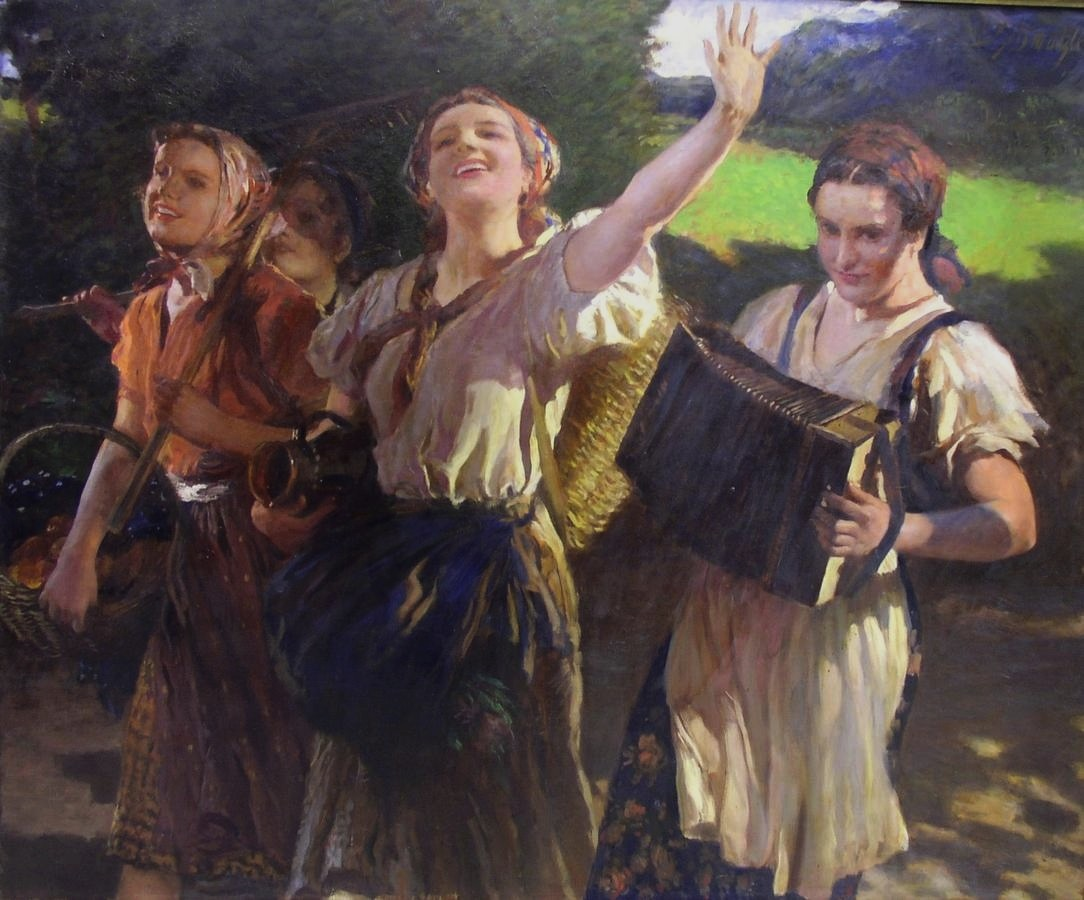
Arbeitsmaiden vom Felde heimkehrend (zwischen 1935 und 1940)

Galerie
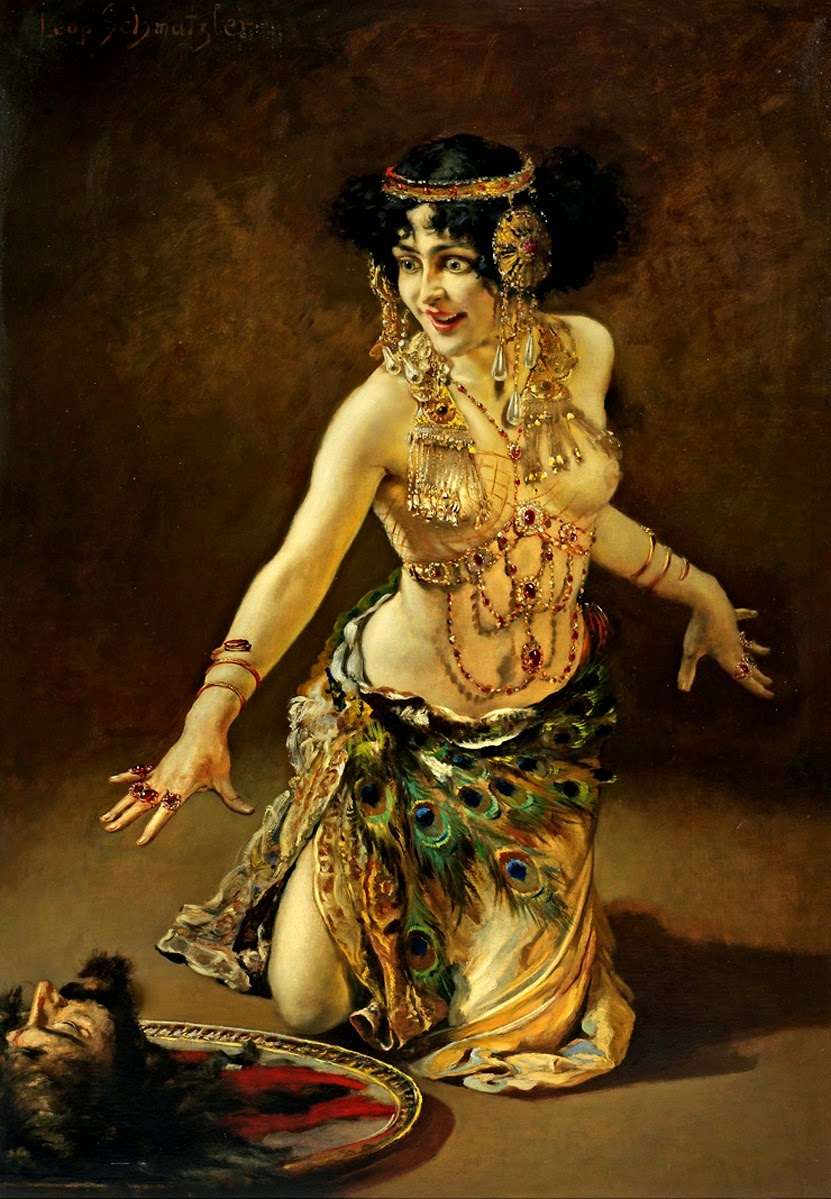
Lili Marberg als Salome.  Sammlung Jack Daulton, USA.
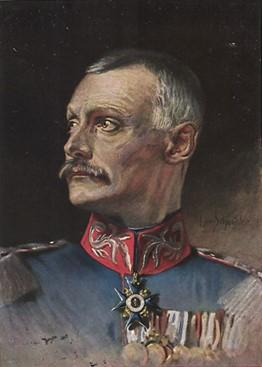
Rupprecht von Bayern
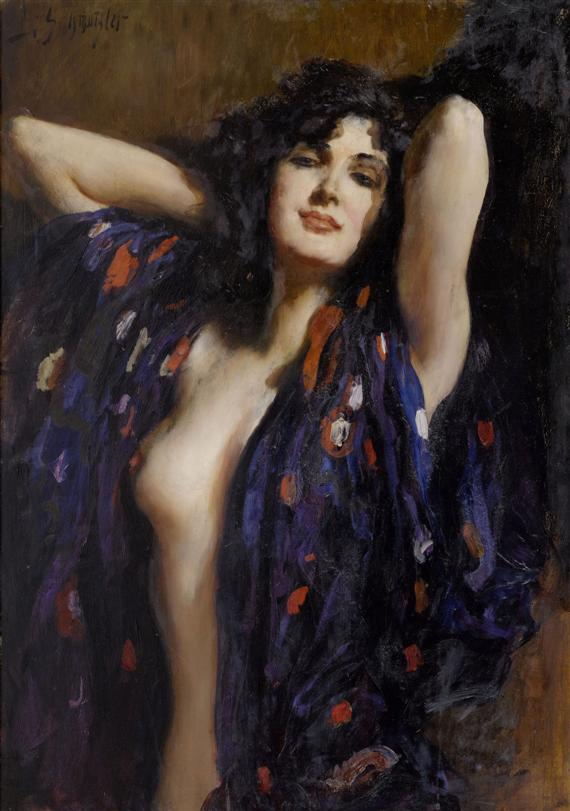
Die Zigeunerin
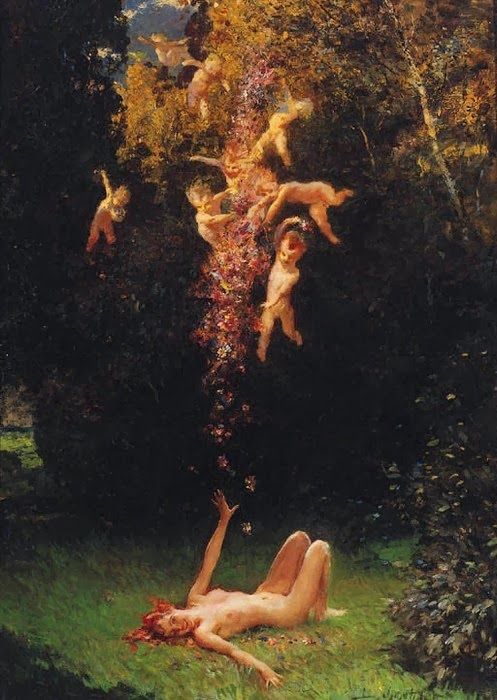
Sommertraum